# Klement VI.
Klement VI., rođen kao Pierre Roger, papa od 7. svibnja 1342. do 6. prosinca 1352. godine.